# High Voltage (canción de Linkin Park)
«High Voltage» (En español: Alto voltaje) es una canción rap de Linkin Park lanzada en 'Hybrid Theory (EP)'. Es la primera versión de la canción que también saldría en la versión deluxe el primer álbum del grupo en el año 2000, es una de las pocas canciones cantadas en público del EP, junto a 'Step Up' y 'And One'.
- Datos: Q17633740